# Улюбленець публіки (мультфільм)
«Улюбленець публіки» — радянський сатиричний мальований мультфільм студії «Союзмультфільм», знятий 1937 року режисером Олександром Івановим. Тому, що випущено понад 70 років тому, перебуває у суспільному надбанні.

## Сюжет
Пропаганда справді народного мистецтва замість халтурних псевдоциганських мотивів та фокстротів.

## Критика
Історик кінематографа C. Гінзбург написав у книзі «Малюваний і ляльковий фільм» (1957), що «фільм мав ті переваги, які взагалі притаманні більшості картин А. А. С. Гінзбурга. Іванова, — міцно збитий сюжет розвивався логічно і чітко, темп дії відрізнявся стрімкістю, рухи умовних персонажів були виразні та чіткі». Водночас, на його думку, «скромний сатиричний запал, який містився у задумі режисера, виявився значною мірою ослабленим».

## Цікаві факти
- На відміну від більшості радянських мультфільмів 1937 року, тут відомо, хто озвучував персонажів — актор Володимир Хенкін .[2]
- У той час, як сатира та пропаганда для радянської мультиплікації того часу були звичайною справою, для молодої студії " Союзмультфільм ", яка раніше випускала лише мультфільми для малюків, це був перший досвід у даному жанрі.

## Тематичні покази
- Програма Георгія Бородіна «Архів. Радянська анімаційна сатира — про музику та живопис»: «Улюбленець публіки», «Чужий голос», «Козел-музикант», «Країна Оркестрія», «Літіли два верблюди», «Випадок з художником», «Картина», «О, море море!».[3]